# Police Ladies Football Club
Le Police Ladies FC est un club féminin de football ghanéen basé à Accra. C'est le club de la police ghanéenne.

## Histoire
Les Police Ladies remportent la première édition de la coupe du Ghana en 2016 en battant les Fabulous Ladies 2-1 en finale, mais perd la supercoupe contre Ampem Darkoa (0-2).
Le club s'incline face à Ampem Darkoa en finale de la coupe 2022-2023 (1-3).
En 2023-2024, le club perd en finale de coupe face aux Army Ladies (0-1). L'année suivante, en championnat, Polas met fin à quatre ans de domination de Hasaacas sur la Zone Sud et décroche enfin la première place pour affronter Ampem Darkoa en finale. Le club remporte le match 2-0 et décroche son premier titre de champion du Ghana.

## Palmarès
Championnat du Ghana (1) :
- Vainqueur en 2025

Coupe du Ghana (1) :
- Vainqueur en 2016
- Finaliste en 2017, 2023 et 2024

Supercoupe du Ghana (0) :
- Finaliste en 2017